# Il colore delle magnolie
Il colore delle magnolie (Sweet Magnolias) è una serie televisiva statunitense di genere sentimentale distribuita dal 19 maggio 2020 sulla piattaforma di streaming Netflix. È stata sviluppata da Sheryl J. Anderson e si basa sui romanzi della serie "Sweet Magnolias" scritti da Sherryl Woods.

## Trama
Tre donne della Carolina del Sud, migliori amiche sin dall'infanzia, si sostengono a vicenda attraverso le complessità dell'amore, della carriera e della famiglia.

## Episodi
| Stagione         | Episodi | Pubblicazione USA | Pubblicazione Italia |
| ---------------- | ------- | ----------------- | -------------------- |
| Prima stagione   | 10      | 2020              | 2020                 |
| Seconda stagione | 10      | 2022              | 2022                 |
| Terza stagione   | 10      | 2023              | 2023                 |
| Quarta stagione  | 10      | 2025              | 2025                 |

## Personaggi e interpreti

### Principali
- Maddie Townsend (stagioni 1-in corso), interpretata da JoAnna Garcia Swisher.
- Helen Decatur (stagioni 1-in corso), interpretata da Heather Headley.
- Dana Sue Sullivan (stagioni 1-in corso), interpretata da Brooke Elliott.
- Kyle Townsend (stagioni 1-in corso), interpretato da Logan Allen.
- Annie Sullivan (stagioni 1-in corso), interpretata da Anneliese Judge.
- Tyler "Ty" Townsend (stagioni 1-in corso), interpretato da Carson Rowland.
- Cal Maddox (stagioni 1-in corso), interpretato da Justin Bruening.
- Bill Townsend (stagioni 1-3), interpretato da Chris Klein.
- Noreen Fitzgibbons (stagioni 1-in corso), interpretata da Jamie Lynn Spears.
- Erik Whitley (stagioni 2-in corso, ricorrente stagione 1), interpretato da Dion Johnstone.
- Ronnie Sullivan (stagioni 2-in corso, ospite stagione 1), interpretato da Brandon Quinn.
- Isaac Downey (stagione 3-in corso, ricorrente stagioni 1-2), interpretato da Chris Medlin.

### Ricorrenti
- Katie Townsend (stagioni 1-in corso), interpretata da Bianca Berry Tarantino (stagioni 1–2) e Ella Grace Helton (stagione 3-in corso).
- Harlan Bixby (stagioni 1-in corso), interpretato da Frank Oakley III.
- Mary Vaughn Lewis (stagioni 1-3), interpretata da Allison Gabriel.
- Nellie Lewis (stagioni 1-3), interpretata da Simone Lockhart.
- Peggy Martin (stagioni 1-in corso), interpretata da Brittany L. Smith.
- Pastora June Wilkes (stagioni 1-in corso), interpretata da Tracey Bonner.
- Collins Littlefield (stagioni 1-in corso), interpretato da Charles Lawlor.
- Caroline "CeCe" Matney (stagioni 1-in corso), interpretata da Harlan Drum.
- Jackson Lewis (stagioni 1-in corso), interpretato da Sam Ashby.
- Trotter Vidhyarkorn (stagioni 1-3), interpretato da Hunter Burke.
- Gabe Weatherspoon (stagioni 1-in corso), interpretato da Al-Jaleel Knox.
- Ryan Wingate (stagioni 1-3), interpretato da Michael Shenefelt.
- Paula Vreeland (stagioni 1-in corso), interpretata da Caroline Lagerfelt.
- Jeremy Reynolds (stagioni 1-in corso), interpretato da Chase Anderson.
- Simon Spry (stagioni 1-2), interpretato da Michael May.
- Frances Wingate (stagioni 1-2), interpretata da Cindy Karr.
- Kathy Boseman nata Sullivan (stagioni 2-in corso), interpretata da Wynn Everett.
- Bev Decatur (stagioni 3-in corso), interpretata da Janet Hubert.
- Zeke Decatur (stagione 3-), interpretato da Jason Turner.
- Trent Lewis (stagioni 1-3), interpretato da Paul Rolfes.

## Produzione
Il 23 luglio 2020 la serie è stata rinnovata per una seconda stagione, pubblicata il 4 febbraio 2022.
Il 4 maggio 2022 la serie è stata rinnovata per una terza stagione, pubblicata il 20 luglio 2023.
Il 19 ottobre 2023 la serie è stata rinnovata per una quarta stagione, pubblicata il 6 febbraio 2025.
Il 23 aprile 2025, la serie è stata rinnovata per una quinta stagione.